# Ben Sangaré
Ben Amadou Sangaré (Bondy, 12 novembre 1990) è un calciatore francese, centrocampista del Bondy.

## Carriera
Ha giocato nella seconda divisione francese e nella massima serie azera.